# Aqtau
Aqtau (conform alfabetului latin kazah, varianta din 2021; în trecut scris și Aktaú; cu alfabet chirilic: Ақтау sau „muntele alb”) este un oraș din sud-vestul Kazahstanului și centrul administrativ al provinciei Mangîstau (denumită înainte Mangîșlak). Din 1961 până în 1964 satul Aktauskii a crescut până ce în 1963 a obținut statutul de oraș și era denumit Aktau. Din anul 1964 până în 1991 denumirea orașului a fost Șevcenko, în cinstea poetului ucrainean Taras Șevcenko, care la mijlocul secolului al XIX-lea a fost exilat în Kazahstan. Este un oraș industrial. Orașului i se supune satul Umirzak.

## Istorie
Apariția orașului a avut loc datorită deciziei conducerii Uniunii Sovietice din secolul al XX-lea de creare a unui scut nuclear a țări. A fost creat un complex unic, care are a inclus exploatare, prelucrarea și îmbogățirea minereului de uraniu. Această rețea complexă de companii era baza producție de substanțe chimice (îngrășământ de azot și instalații de acid sulfuric), generarea de energie termică, apă (CHP, BN-350). A fost construită infrastructura orașului, care asigura existența normală oamenilor într-un deșert fără de apă. După destrămarea Uninii Sovietice, Aktau a devenit un centru de exploatare a câmpuri de petrol și gaze, atât cele de vechi, descoperite încă din secol XX, cât și cele noi: Jetîbai, Kalamkas, Karajanbas, Atamba-Sarîtîbe, Oimașa, Komsomoliskoe, Severnoe Buzaci, Karakuduk, Tolkîn și Arman.